# Sankt Stephan (Berna)
Sankt Stephan és un municipi del cantó de Berna (Suïssa), situat al districte d'Obersimmental.

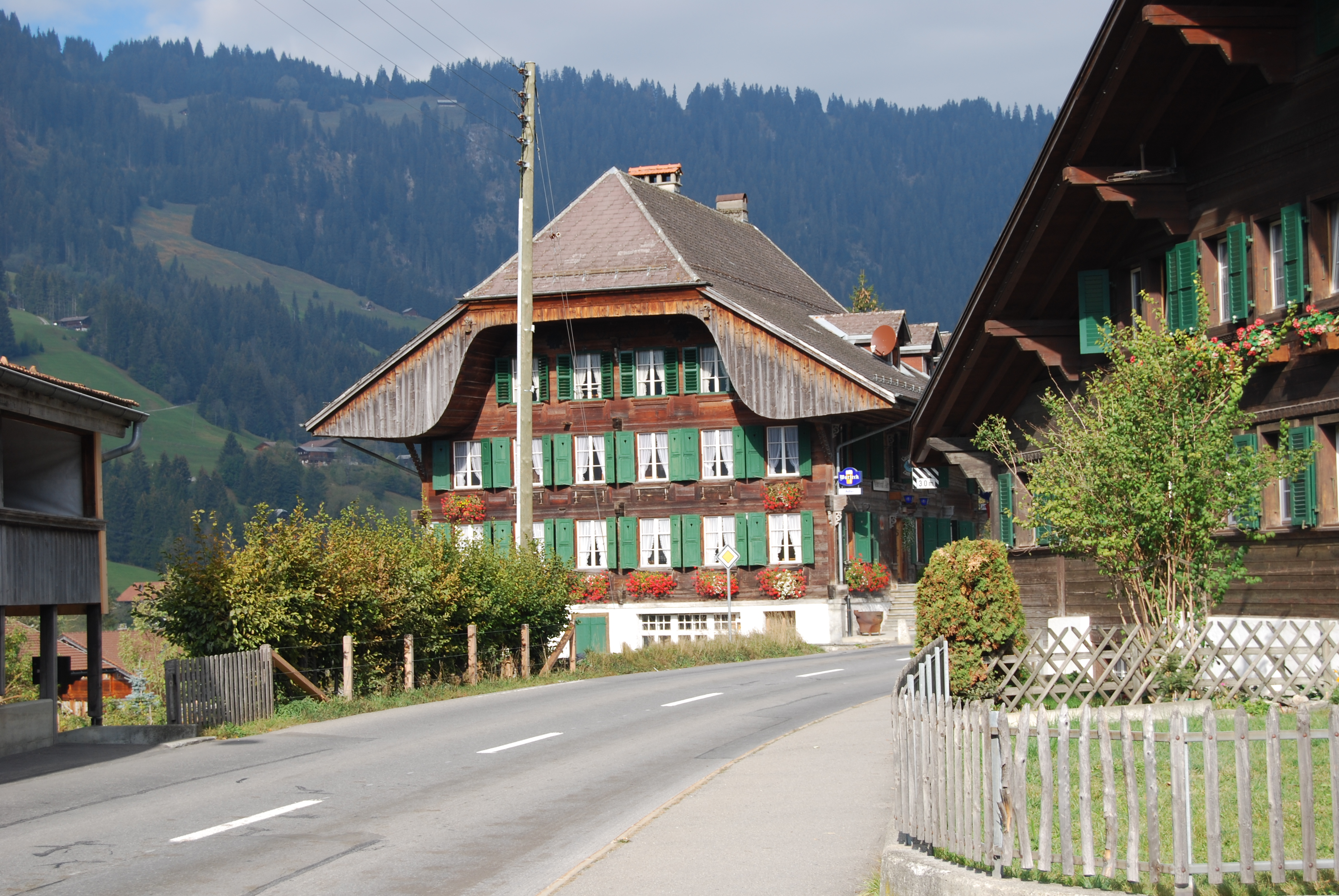
Vista de Sankt Stephan